# Władimir Sarnawski
Władimir Iosifowicz Sarnawski (ros. Владимир Иосифович Сарнавский, ur. 19 maja 1878 w Petersburgu, zm. w 1938) – szermierz, szpadzista i florecista reprezentujący Rosję, uczestnik igrzysk w Sztokholmie w 1912 roku, gdzie wystartował w indywidualnym turnieju florecistów oraz w indywidualnym i drużynowym turnieju szpadzistów.